# Яфимович, Николай Матвеевич
Николай Матвеевич Яфимович (1804—1874) — генерал-адъютант, генерал от артиллерии.

## Биография
Родился 21 июля (2 августа) 1804 года. Происходил из дворян Смоленской губернии, сын генерал-майора Матвея Николаевича Яфимовича.  В семье было ещё пять сыновей: Алексей (директор Императорской Петергофской гранильной фабрики), Александр (командир Чугуевского уланского полка, отставной генерал-майор), Михаил (генерал-лейтенант), Владимир (генерал от артиллерии), Константин (полковник). Образование получил в Пажеском корпусе, по окончании которого 20 апреля 1823 года был произведён в прапорщики и назначен в лёгкую № 3 батарею гвардейской конной артиллерии, в которой прослужил более десяти лет.
Участвовал в Польской кампании 1831 года и за штурм Варшавы получил орден Св. Анны 4-й степени; позднее — ордена Св. Анны 3-й степени с мечами и бантом и Св. Владимира 4-й степени с бантом, а также польский знак «Virtuti Militari» 4-й степени.
В 1836 году Н. М. Яфимович был произведён в полковники, а спустя два года назначен командиром 6-й конно-артиллерийской бригады и конно-лёгкой № 11 батареи; 11 апреля 1843 года был пожалован званием флигель-адъютанта и получил прусский орден Св. Иоанна Иерусалимского, а 17 декабря следующего года за беспорочную выслугу 25 лет в офицерских чинах был награждён орденом Св. Георгия 4-й степени (№ 7156 по кавалерскому списку Григоровича — Степанова).
Дальнейшая служба его протекала так: 7 апреля 1846 года он был произведён в генерал-майоры, с назначением в свиту Его Императорского Величества и с зачислением по полевой конной артиллерии; 11 апреля 1854 года назначен генерал-адъютантом, 26 августа 1856 года произведён в генерал-лейтенанты, а 30 августа 1869 года — в генералы от артиллерии.
Из российских наград Яфимович имел также ордена Св. Владимира 3-й степени (1847), Св. Станислава 1-й степени (1849), Св. Анны 1-й степени (1851), Св. Владимира 2-й степени (1859), Белого Орла (1861) и Св. Александра Невского (1864). Из иностранных орденов имел: австрийский орден Железной короны 1-й степени (1840) и прусский орден Красного орла 1-й степени (1860); в 1849 году получил табакерку с портретом австрийского императора.
Скончался 26 сентября (8 октября) 1874 года в Санкт-Петербурге. Похоронен на Волковском православном кладбище в одной могиле с Александрой Сергеевной, урожд. Елагиной (09.04.1825—19.02.1845) и Варварой Николаевной (03.12.1843—02.08.1858) — предположительно, его супруга и дочь. Из служебных списков исключён 18 октября.
Его братья: Александр (отставной генерал-майор), Владимир (генерал от артиллерии, инспектор пороховых заводов), Михаил (генерал-лейтенант, участник Кавказских походов), Константин (полковник), Алексей (тайный советник, директор Петергофской гранильной фабрики).
«Алфавитный указатель жителей Санкт-Петербурга» указывал, что в 1854 году он проживал в доме Маркевича по Екатерининскому каналу (ныне — Канал Грибоедова); в 1867 году — по адресу Малая Морская улица, д. 10.